# دوري المؤسسات - بغداد 1966–67
دوري الاتحاد العراقي الممتاز 1966–67 هو الموسم التاسع عشر من دوري المؤسسات في بغداد. بتاريخ 4 يونيو 1967 تم لعب المباراة المؤجلة بين الفرقة الثالثة ومصلحة نقل الركاب في ملعب الشعب وكانت النتيجة فوز 2–1 للفرقة الثالثة. كان من المفترض أن تُقام المباراة الأخيرة من المرحلة الأولى (المباراة المؤجلة بين الفرقة الثالثة وآليات الشرطة) في وقت لاحق من نفس الأسبوع، ولكن تم تأجيل الدوري بسبب حرب حزيران التي بدأت في 5 يونيو 1967. بقيت مباراة واحدة في المرحلة الأولى، والمرحلة الثانية لم تبدأ بعد.
في يوليو 1967 ألغى الاتحاد العراقي المركزي المرحلة الثانية من الدوري لموسم 1966–1967 بعد تأخير لأكثر من شهر. وخطط الاتحاد العراقي المركزي لاكمال المرحلة الأولى بلعب المباراة الاخيرة بين آليات الشرطة والفرقة الثالثة مساء يوم الاثنين 21 أغسطس 1967 على ملعب الشعب. ومع ذلك، ليس من الواضح ما إذا حدثت هذه المباراة أو تم إلغاؤها، ويُذكر أن موسم الدوري اعتبر ملغى من قبل الاتحاد العراقي المركزي.
وقت الإلغاء، كان هشام عطا عجاج (القوة الجوية) وعادل إبراهيم (مصلحة نقل الركاب) أفضل هدافي الدوري برصيد خمسة أهداف لكل منهما.

## جدول الدوري عند الغاء المسابقة
| م | الفريق           | لعب | ف | ت | خ | أ.له | أ.ع | أ.Av  | نقاط |
| - | ---------------- | --- | - | - | - | ---- | --- | ----- | ---- |
| 1 | آليات الشرطة     | 5   | 3 | 2 | 0 | 16   | 4   | 4٫000 | 8    |
| 2 | القوة الجوية     | 6   | 3 | 2 | 1 | 9    | 5   | 1٫800 | 8    |
| 3 | مصلحة نقل الركاب | 6   | 3 | 1 | 2 | 11   | 6   | 1٫833 | 7    |
| 4 | الفرقة الثالثة   | 5   | 3 | 1 | 1 | 6    | 5   | 1٫200 | 7    |
| 5 | السكك الحديد     | 6   | 0 | 4 | 2 | 5    | 9   | 0٫556 | 4    |
| 6 | الكلية العسكرية  | 6   | 1 | 2 | 3 | 4    | 10  | 0٫400 | 4    |
| 7 | الفرقة الخامسة   | 6   | 0 | 2 | 4 | 3    | 15  | 0٫200 | 2    |

## النتائج
| المضيف \ الضيف   | الفرقة الخامسة | الفرقة الثالثة | آليات الشرطة | الكلية العسكرية | القوة الجوية | السكك الحديد | مصلحة نقل الركاب |
| ---------------- | -------------- | -------------- | ------------ | --------------- | ------------ | ------------ | ---------------- |
| الفرقة الخامسة   | —              | 1–2            | —            | 0–0             | —            | 1–1          | —                |
| الفرقة الثالثة   | —              | —              | [ ا ]        | —               | 2–1          | —            | 2–1              |
| آليات الشرطة     | 6–0            | —              | —            | 5–1             | —            | 1–1          | —                |
| الكلية العسكرية  | —              | 2–0            | —            | —               | 0–2          | —            | 0–2              |
| القوة الجوية     | 2–0            | —              | 1–1          | —               | —            | 3–2          | —                |
| السكك الحديد     | —              | 0–0            | —            | 1–1             | —            | —            | 0–3              |
| مصلحة نقل الركاب | 4–1            | —              | 1–3          | —               | 0–0          | —            | —                |

1. ↑  كان من المقرر أن تقام المباراة بين الفرقة الثالثة وآليات الشرطة يوم 21 أغسطس 1967 لكن لم يتضح ما إذا كانت هذه المباراة قد حدثت أم تم إلغاؤها